# Ada Limón
Ada Limón (nacida el 28 de marzo de 1976) es una poeta estadounidense. El 12 de julio de 2022, fue nombrada la 24.ª poeta laureada de la Biblioteca del Congreso de los Estados Unidos. Esto la convirtió en la primera latina en ser poeta laureada de los Estados Unidos. Está casada con Lucas Marquardt.

## Primeros años y educación
Limón es de ascendencia mexicano-estadounidense y fue criada en Sonoma, California. Sus padres son Ken Limón y Stacia Brady. Brady es la artista de las portadas de los libros de su hija. Limón dice que desarrolló un amor por la poesía en la escuela secundaria, a pesar de dedicar sus actividades extracurriculares a producciones teatrales. Limón asistió a la escuela de teatro de la Universidad de Washington. Después de tomar cursos de escritura con profesores como Colleen J. McElroy, obtuvo su MFA de la Universidad de Nueva York en 2001, donde estudió con Sharon Olds, Philip Levine, Marie Howe, Mark Doty, Agha Shahid Ali y Tom Sleigh.
Al graduarse, Limón recibió una beca para asistir el Fine Arts Work Center en Provincetown, Massachusetts. En 2003 recibió una beca de la Fundación para las Artes de Nueva York y ese mismo año ganó el Premio Literario de Poesía de Chicago.[cita requerida]
Limón trabajó en marketing para Condé Nast. Tras la inesperada muerte de su madrasta, dejó su trabajo para enfocarse en su carrera de escritora.

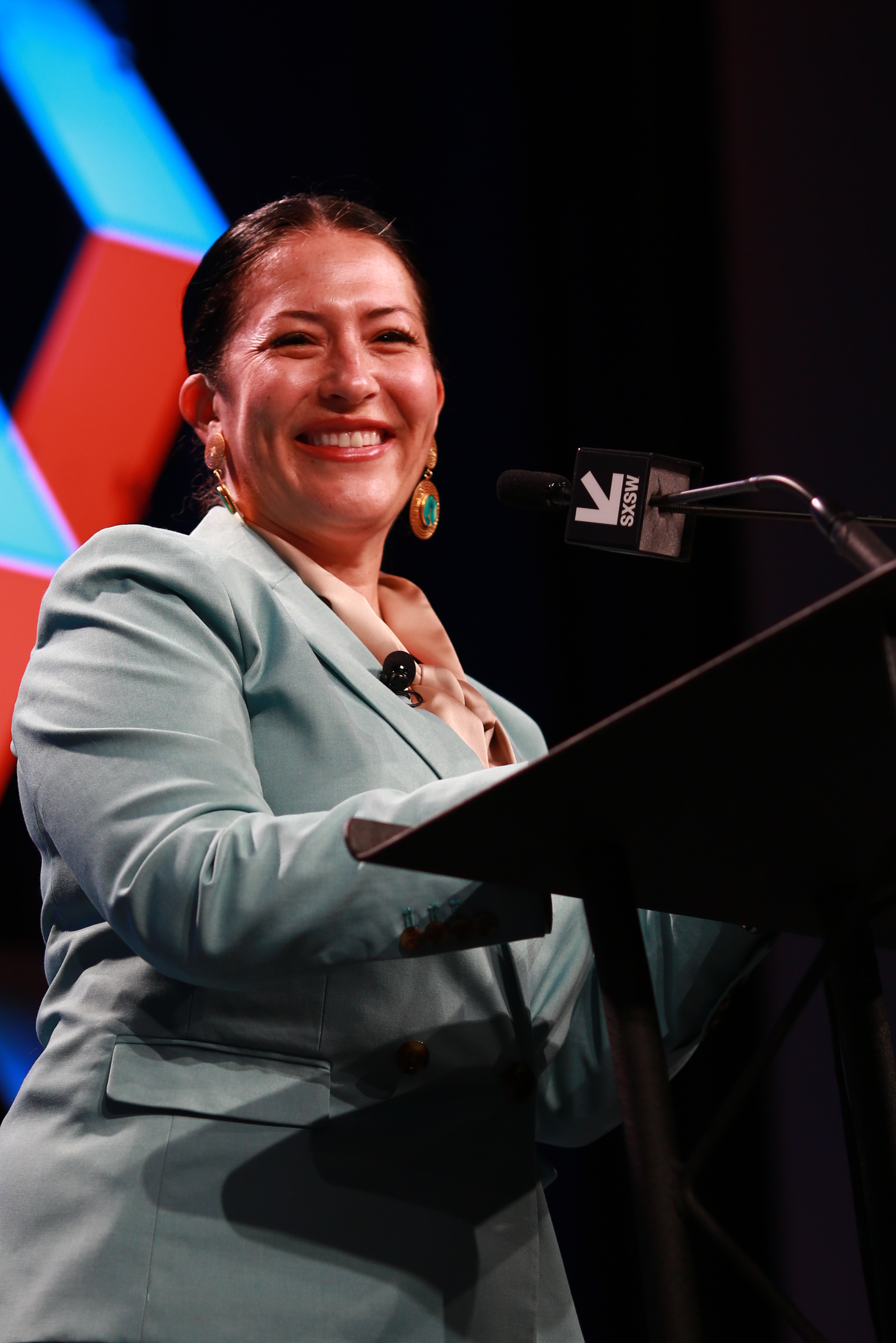
Limón en SXSW Interactive en 2024, hablando sobre su trabajo con la NASA.

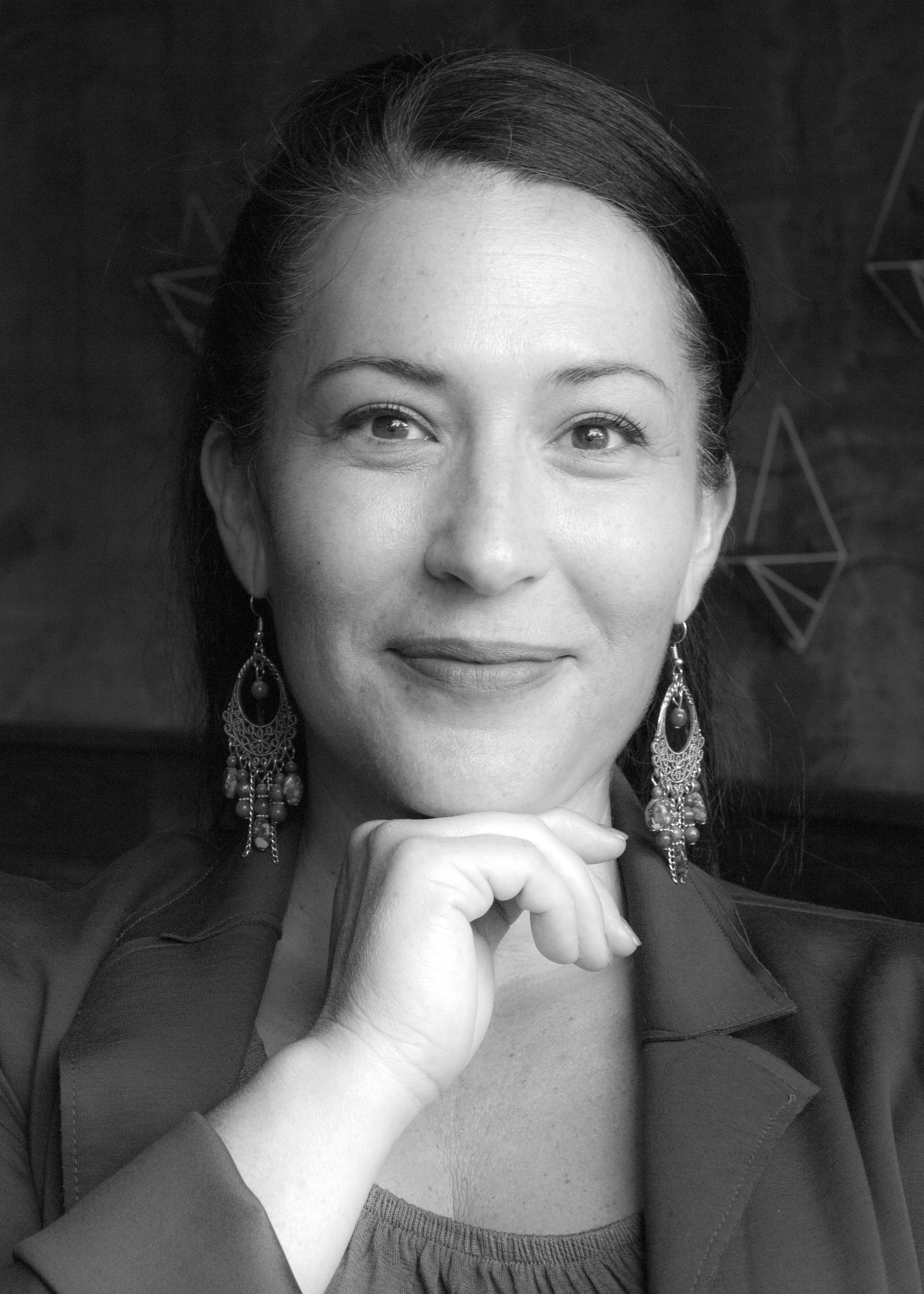
Limón en 2019

Después de 12 años en Nueva York, Limón trabajó para varias publicaciones como Martha Stewart, Living, GQ y Travel + Leisure. Ahora, tiene residencias en Lexington, Kentucky y Sonoma, California.
En 2005, el primer libro de Limón, Lucky Wreck, fue seleccionada por Jean Valentine como el ganador del premio de Poesía de Autumn House, mientras su segundo libro ganó el Pearl Poetry Prize en 2006. 
Limón es parte de la facultad del programa de MFA de Queens University of Charlotte y también del programa en línea "24 Pearl Street" de Provincetown Fine Arts Work Center. 
Su tercer libro, Sharks in the Rivers, fue publicado en 2010. Un crítico del The Brooklyn Rail observó: "A diferencia de mucha poesía contemporánea, el trabajo de Limón no es derivado del texto ni deconstructivista. Ella personaliza sus homilías, imprimiéndoles la autenticidad de la invención y el autodescubrimiento". 
El cuarto libro de Limón, Bright Dead Things, fue publicado en 2015. Fue seleccionado como finalista para el Premio Nacional del Libro de Poesía de 2015. Su libro de 2018, The Carrying, ganó un Premio del Círculo Nacional de Críticos del Libro.
Su poema "State Bird" apareció en la edición del 2 de junio de 2014 de The New Yorker. Su poema "How to Triumph Like a Girl" (2013), ganó  el Premio Pushcart de 2015. Su trabajo también ha aparecido en Harvard Review y en Pleiades.
En 2022, Limón fue nombrada la 24.ª Poeta Laureada en Poesía por la Bibliotecaria del Congreso Carla Hayden y fue reelegida para un segundo mandato de dos años en 2023.
Como parte de su puesto, escribió un poema original, “En elogio del misterio: un poema para Europa”, dedicado a la misión Europa Clipper de la NASA, que debutó el 1 de junio de 2023. El poema está grabado en su propia letra en una placa de metal, fijada a la nave espacial Europa Clipper. La nave Europa Clipper fue lanzada el 14 de octubre de 2024 y se espera que llegue al sistema de Júpiter en 2030, donde realizará sobrevuelos de la luna galileana de Júpiter, Europa.
Su proyecto como poeta laureada titulado, "You Are Here" consiste de una colección de poesía ( You Are Here: Poetry and the Natural World ), una instalación de mesas de picnic en colaboración con el Servicio de Parques Nacionales (You Are Here: Poetry in Parks), y una convocatoria de respuestas a la pregunta " ¿Qué escribirías en respuesta al paisaje que te rodea? " a través del hashtag #youareherepoetry. Ella afirmó: "Al concebir el proyecto, quería algo que pudiera elogiar nuestras maravillas sagradas y naturales y también expresar las complejas verdades de este tiempo urgente".
Fue beneficiaria de la Fundación Kentucky para Mujeres.

## Premios y honores

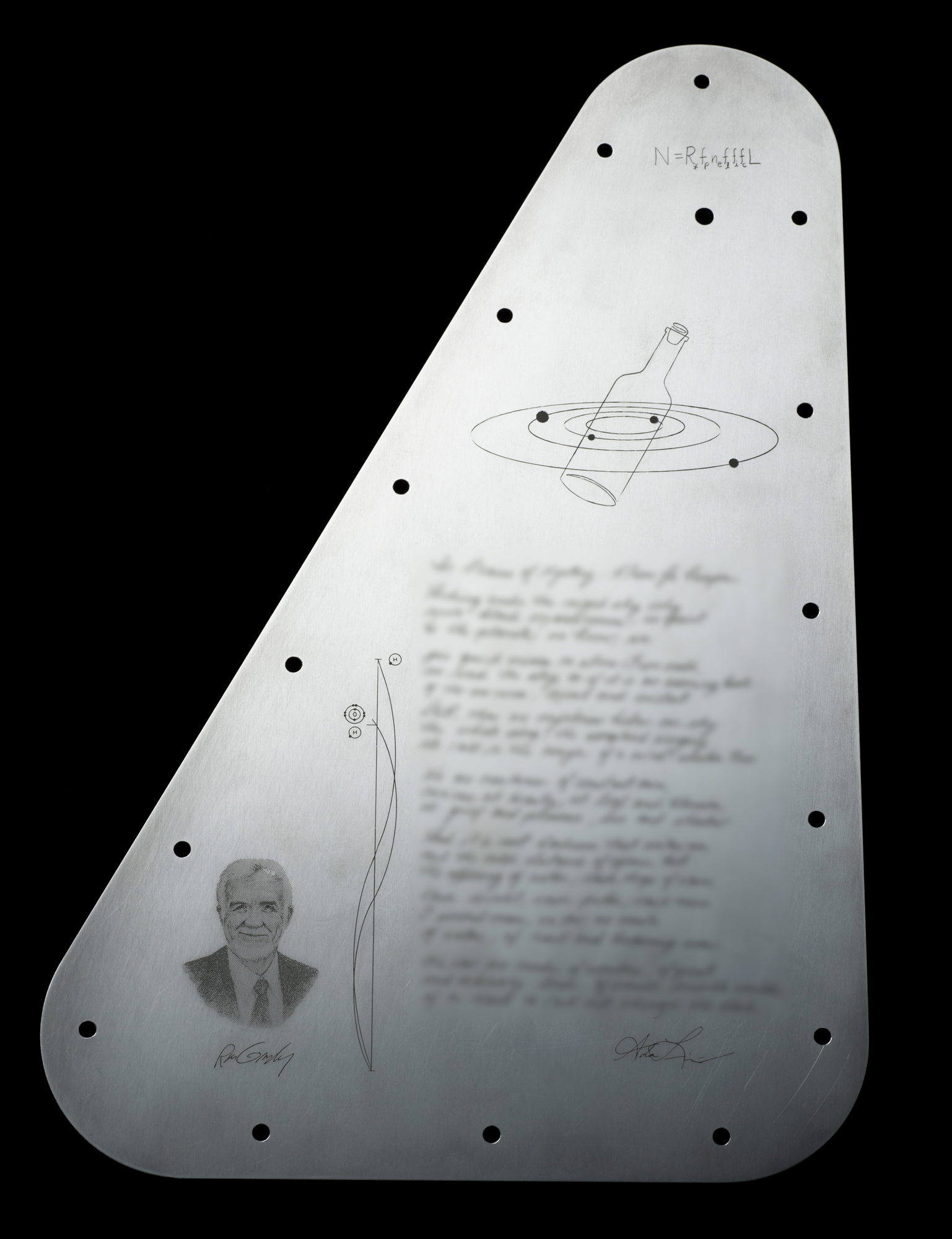
Este lado de la placa conmemorativa montada en la nave espacial Europa Clipper de la NASA presenta el poema manuscrito "En elogio del misterio: un poema para Europa" de la laureada poeta estadounidense Ada Limón (borrado por razones de derechos de autor).

En 2013, Limón fue juez del Premio Nacional del Libro de Poesía. 
En 2020, Limón recibió la beca de la Fundación Memorial John Simon Guggenheim. 
En julio de 2022, la bibliotecaria del Congreso Carla Hayden la nombró la 24.ª poeta laureada de los Estados Unidos para el período 2022-2023. Hayden renovó el mandato de Limón por otros dos años en abril de 2023.
En octubre de 2023, fue nombrada MacArthur Fellow de la Fundación John y Catherine T. MacArthur.
Recibió el premio PEN Oakland/Josephine Miles de 2023 por el poema, The Hurting Kind.
En febrero de 2024, Limón fue nombrada por la revista Times, una de las 12 Mujeres del Año en 2024, por ser "líderes extraordinarias que trabajan por un mundo más igualitario".
El viernes 18 de agosto de 2023, la ciudad de Sonoma rindió homenaje a Limón con la dedicación de un banco. El banco está adornado con citas de la obra de Limón y está situado frente a Readers' Books en Sonoma.

### Poesía
Colecciones
- Lucky Wreck, Autumn House Press, 2006 ISBN 978-1932870084
- This Big Fake World, Pearl Editions, 2006 ISBN 978-1-888219-35-7
- Sharks in the Rivers, Milkweed Editions, 2010 ISBN 978-1-57131-438-3
- Bright Dead Things, Milkweed Editions, 2015 ISBN 978-1-57131-925-8
- The Carrying, Milkweed Editions, 2018 ISBN 978-1-57131-512-0
- The Hurting Kind, Milkweed Editions, 2022 ISBN 978-1-63955-049-4
- Shelter: A Love Letter To Trees, Scribd Originals, 2022 ISBN 978-1-09444-438-3
- You Are Here, Milkweed Editions, 2024 ISBN 9781571315687

Libros infantiles
- In Praise of Mystery, Norton Young Readers, 2024 ISBN 978-1324054009
- And, Too, The Fox, Lerner Publishing, 2025 ISBN 978-8-7656-3925-2

Libros de bolsillo
- 99¢ Heart, Big Game Books, 2007
- What Sucks Us In Will Surely Swallow Us Whole, Cinematheque Press, 2009

#### Lecturas de poesía y charlas grabadas
- Grabaciones de video de Ada Limón de la Biblioteca del Congreso
- Ada Limón: lectura de poesía; 23 de febrero de 2017 de The Elliston Project: Lecturas y conferencias de poesía en la Universidad de Cincinnati
- Grabaciones de video de Ada Limón de Voca, el archivo audiovisual del Centro de Poesía de la Universidad de Arizona

Poesía
- "Sharks in the rivers", Milkweed Editions, 2010
- "State Bird", The New Yorker, 90 (15): 30. (June 2, 2014)
- "The Burying Beetle", The New Yorker, 93 (2): 39, February 27, 2017

- "Overpass", The New Yorker, 93 (39): 27, December 4, 2017)
- "Privacy", The New Yorker, 97 (5): 51, March 22, 2021